# Účetní případ
Účetní případ je v účetnictví název pro hospodářskou operaci nebo skutečnost, která má vliv na majetek, zdroje, náklady nebo výnosy podniku. Účetní případy jsou zaznamenávány na účty prostřednictvím účetního zápisu při dodržení principu podvojnosti. Princip podvojnosti znamená, že hospodářskou operaci zaznamenáme vždy na dva různé účty stejnou částkou, jednou na stranu Má dáti a podruhé na stranu Dal.

## Vliv účetního případu na rozvahu
Z hlediska vlivu účetních případů na rozvahu rozeznáváme tyto základní typy změn:
1. Změny bez vlivu na bilanční sumu rozvahy (tj. na celkový majetek podniku):
  - Změny ve struktuře aktiv: jedna z položek aktiv se zvýší, jiná sníží o stejnou hodnotu, součet aktiv se nemění. Příkladem může být nákup dlouhodobého majetku za hotové. Dlouhodobý majetek se zvýší a peníze se sníží.
  - Změny ve struktuře pasiv beze změny hospodářského výsledku: jedna z položek pasiv se zvýší a jiná se sníží o stejnou hodnotu, součet se nemění. Příkladem je vytvoření rezervy z nerozděleného zisku minulých let. Nerozdělený zisk se sníží, rezerva se zvýší.
2. Změny s vlivem na bilanční sumu rozvahy:
  - Zvýšení aktiv nebo snížení závazků: celkový stav majetku se zvyšuje. Příkladem je prodej služby za hotové. Peněžní prostředky (aktiva) se zvýší a vlastní kapitál (pasiva) se také zvýší.
  - Snížení aktiv nebo zvýšení závazků: celkový stav majetku se snižuje. Příkladem je nárok zaměstnanců na mzdu. Závazky za zaměstnanci (pasiva) se zvýší a vlastní kapitál (pasiva) se sníží.